# محطة الإطفاء الدوحة
محطة الإطفاء في الدوحة، قطر، هي قاعدة سابقة لهيئة الدفاع المدني القطرية تم إعادة استخدامها لبرنامج الفنانين المقيمين في متاحف قطر . يتولى خليفة العبيدلي منصب المدير وفيما تتولى سعيدة الخليفي منصب رئيس البرامج والمعارض. في 4 أبريل 2023، أقامت محطة الإطفاء أول فعاليتها العامة بمناسبة ليلة القرنقعوه والتي كانت مفتوحة للأشخاص من جميع الأعمار.  في نوفمبر 2024، تم تعيين وائل شوقي كأول مدير فني لمحطة الإطفاء. 

## مبنى
شُيّد المبنى عام 1982، واستخدمته هيئة الدفاع المدني القطرية كمقر سكني حتى عام 2012. وقد احتفظت عملية التجديد التي أُجريت عام 2014، والتي صممها المهندس المعماري القطري إبراهيم الجيدة، بالعديد من سمات المبنى، مثل الواجهة الخارجية الشبيهة بخلايا النحل أو عمود رجال الإطفاء. وبينما تم الحفاظ على أبواب سيارات الإطفاء الصفراء، فقد فقدت وظيفتها الأصلية كمداخل ومخارج بعد بناء جدار داخلها لتوفير مساحة إضافية للأعمال الفنية..  
خارج مساحات المعرض والاستوديوهات ومساحات العمل، يحتوي المبنى على مختبر تصنيع يشتمل على جهاز قطع ليزر، وسينما، ومقهى يسمى مقهى 999، ومتجر لوازم فنية. كما تم إضافة ملحق يحتوي على مرافق للجمهور وكذلك الفنانين إلى المجمع.   
فُتح المبنى في مارس 2015 تزامنا مع معرض 555، الذي استمر حتى يوليو.  

## برامج الإقامة
أطلق برنامج الفنانين المقيمين في عام 2015 حيث تم اختيار فنانين قطريين ومقيمين في قطر من أجل المشاركة في برنامج مدته 9 أشهر. يهدف البرنامج إلى منح الفنانين فرصة التعاون والتنسيق مع فنانين آخرين داخل البرنامج، والعمل مع فنانين محترفين، والالتقاء بالمنسقين فضلا عن تقديم جلسات إرشادية لمساعدتهم على تطوير فنهم.   بدأت الدورة التاسعة من AIR في سبتمبر 2024 وتتكون من 15 فنانًا. 
في عام 2017 أُطلق برنامج الإقامة الفنية في المدينة الدولية للفنون في باريس. وأقام الفنانون في المجمع لمدة ثلاثة أشهر أثناء العمل على فنهم واستكشاف المشهد الفني الباريسي.  وأُعلن بعد عام عن إقامة فنية في ستوديو 209 نيويورك في نيويورك ، والتي بدأت مع الفنانتين فاطمة محمد وسارة العبيدلي في يناير 2019.  
تم تأسيس برنامج الإقامة القيّمة في عام 2020. ويتم اختيار المنسقين من خلال دعوة مفتوحة وتوفير مكان لهم في محطة الإطفاء للعمل إضافة إلى إمكانية الوصول إلى الجلسات مع المنسقين والفنانين المحليين وفعاليات الاستوديو المفتوح والبرامج العامة. 
في يناير 2024، أعلنت مؤسسة رواد الفن عن بدء برنامج "رواد الإقامة" عام 2024 والذي يضم الفنانين هيفاء الخزاعي وأحمد الحمر. وأُطلق البرنامج لأول مرة في عام 2021 بهدف تمكين الفنانين المحليين المعروفين. 

## المعارض والفعاليات
في عام 2018، استضافت محطة الإطفاء أول نسخة من مهرجان قطر الدولي للفنون، والذي عُرض خلاله أعمال فنية لـ 147 فنانًا من 58 دولة. 